# Titanattus saevus
Titanattus saevus är en spindelart som beskrevs av Peckham, Peckham 1885. Titanattus saevus ingår i släktet Titanattus och familjen hoppspindlar. Inga underarter finns listade i Catalogue of Life.